# Guantanamera (film, 1995)
Pour les articles homonymes, voir Guantanamera (homonymie).
Pour plus de détails, voir Fiche technique et Distribution.
Guantanamera est film hispano-germano-cubain réalisé par Tomás Gutiérrez Alea et Juan Carlos Tabío, sorti en 1995. C'est le dernier film de Gutiérrez. 
Le titre de ce film provient de la fameuse chanson cubaine Guantanamera (fille de Guantánamo). L'idée part d'une information réelle entendue à la radio. Le locuteur s'interrogeait sur les problèmes soulevés par les rapatriements des morts qui devaient transiter par différentes provinces.
Le tournage débute sur l'île en décembre 1994, soit quatre ans après le début de la "Période spéciale en temps de paix" décrétée par le régime cubain. La libre circulation des devises dépénalisée depuis 1993, le marché noir, l'inflation, le sous-approvisionnement alimentaire, les pénuries de pétrole et d'électricité et les exodes massifs de Cubains prêts à tous les risques pour quitter le navire qui prend l'eau, ont conduit le gouvernement à prendre un certain nombre de mesures notamment économiques, sans délaisser les priorités que constituent l'éducation et la santé publique.
L'effondrement de l'URSS a renforcé la pénurie de combustible engendrée par l’embargo américain. Cette idée de répartition des charges donne l'occasion au réalisateur Tomás Gutiérrez Alea d'un road-movie, prétexte à montrer les réalités cubaines, quarante ans après le triomphe de la révolution castriste.
Gabegie, incompétence, machisme, économie parallèle et absurdités en tout genre sont abordés avec humour par l'auteur de La Mort d'un bureaucrate (1966).

## Synopsis
Georgina, 67 ans, se rend à Guantánamo pour voir sa nièce Gina et Cándido, un amour de jeunesse. La mort soudaine de Georgina obligent Cándido, Gina et son mari Adolfo, fonctionnaire, à prendre la route pour ramener son corps chez elle. Pour cela, ils doivent suivre le nouveau plan d'état conçu pour économiser de l'argent lors du transport des défunts.

## Fiche technique
- Titre : Guantanamera
- Réalisation : Tomás Gutiérrez Alea et Juan Carlos Tabío
- Scénario : Eliseo Alberto, Tomás Gutiérrez Alea et Juan Carlos Tabío
- Musique : José Nieto
- Photo : Hans Burman
- Son : Raul Garcia et Jose Vinader
- Montage : Carmen Frías
- Décors et direction artistique : Onelio Larralde
- Costumes : Nancy Gonzalez
- Effets spéciaux : Gilberto Hernandez
- Décorateur de plateau : Arnaldo Perez
- Production : Walter Achugar, Frank Cabrera, Ulrich Felsberg, Enrique Gómez Macho, Gerardo Herrero, Aurelio Núñez, Camilo Vives
- Pays de production : Cuba - Espagne - Allemagne
- Langue : Espagnol
- Format : Couleur - Dolby SR
- Durée : 105 min.
- Dates de sortie : 
  - Canada : 12 septembre 1995 (Toronto International Film Festival)
  - Cuba : 1er novembre 1995
  - France : 24 juillet 1996 (300 000 entrées)
  - France : 17 octobre 2018 (ressortie en version restaurée)

## Distribution
- Carlos Cruz (Adolfo)
- Mirtha Ibarra (Gina)
- Jorge Perugorría (Mariano)
- Raúl Eguren (Cándido)
- Pedro Fernández (cantante)|Pedro Fernández (Ramón)
- Luis Alberto García (Tony)
- Conchita Brando (Yoyita)
- Suset Pérez Malberti (Iku)
- Assenech Rodriguez (Grieving Woman)
- Louisa Pérez Nieto (Marilis)
- Idalmis Del Risco (Hilda)
- Ikay Romay (Wina)
- Mercedes Arnáez (Vivian)
- José Antonio Espinosa (Justo)
- Alfredo Ávila Tirso